# Grobschnitt
Grobschnitt – niemiecka progresywna grupa rockowa działająca od początku lat siedemdziesiątych do połowy osiemdziesiątych. Obok Eloy i Can jeden z najbardziej znanych przedstawicieli progresywnego nurtu w rockowej muzyce niemieckiej niezwiązanego z rockiem elektronicznym. Grupa łączyła w sobie cechy stylu art rocka, rocka symfonicznego i rocka kosmicznego z hard rockiem i rockiem psychodelicznym. Często uciekała się także do rockowej groteski. Brzmienie grupy opierało się na gitarowych duetach, rozbudowanej sekcji instrumentów klawiszowych i nietypowej grze perkusji. 
W grupie Grobschnitt występowali:
- Stefan Danielak śpiew, gitara
- Joachim H. Ehrig Instrumenty klawiszowe, śpiew, perkusja
- Wolfgang Jaeger gitara basowa
- Volker Kahrs Instrumenty klawiszowe, śpiew
- Milla Kapollke gitara basowa
- Gerd Kuhn śpiew, gitara
- Bernard Uhlemann gitara basowa, flet, perkusja

Dyskografia grupy Grobschnitt:
- 1972: Grobschnitt
- 1974: Ballermann
- 1975: Jumbo (englisch)
- 1976: Jumbo (deutsch)
- 1977: Rockpommel's Land
- 1978 Solar Music Live
- 1979 Merry-Go-Round
- 1980 Volle Molle - Live
- 1981 Illegal
- 1982 Razzia
- 1984 Kinder und Narren
- 1985 Sonnentanz - Live
- 1987 Fantasten
- 1990 Last Party - Live
- 1994 Die Grobschnitt Story 1
- 1998 Die Grobschnitt Story 2
- 2001 The History of Solar Music Vol. 1
- 2002 The History of Solar Music Vol. 2 / 3
- 2003 The History of Solar Music Vol. 4
- 2003 Illegal Tour 1981 Complete
- 2004: The History of Solar Music Vol. 5